# Agrupación Deportiva Almería
Maillots
L'Agrupación Deportiva Almería est un club de football espagnol créé en 1971 et disparu en 1982. 

## Histoire
Le club évolue pendant deux saisons en première division. Lors de la saison 1979-1980, il se classe 13e du championnat, il se classe ensuite 18e en 1980-1981.
Le club atteint les huitièmes de finale de la Coupe d'Espagne en 1980.

## Palmarès
- Champion de Segunda División (D2) : 1979

## Saison par saison
| Saison    | Division           | Place | Copa del Rey |
| --------- | ------------------ | ----- | ------------ |
| 1971-1972 | Primera Andaluza   | —     | -            |
| 1972-1973 | Tercera División   | 10e   | 2e tour      |
| 1973-1974 | Tercera División   | 2e    | 4e tour      |
| 1974-1975 | Tercera División   | 16e   | 3e tour      |
| 1975-1976 | Tercera División   | 2e    | 2e tour      |
| 1976-1977 | Tercera División   | 3e    | 2e tour      |
| 1977-1978 | Segunda División B | 1er   | 1er tour     |
| 1978-1979 | Segunda División   | 1er   | 4e tour      |
| 1979-1980 | Liga               | 13e   | 8e de finale |
| 1980-1981 | Liga               | 18e   | 3e tour      |
| 1981-1982 | Segunda División   | 18e   | 2e tour      |

- 2 saisons en Liga (D1)
- 2 saisons en Segunda División (D2)
- 6 saisons en Tercera División[2]puis Segunda División B (D3)
- 1 saison en Primera Andaluza (D4)